# Metacrinia nichollsi
Metacrinia nichollsi is een kikker uit de familie Australische fluitkikkers (Myobatrachidae). De soort werd voor het eerst wetenschappelijk beschreven door Harrison in 1927. Oorspronkelijk werd de wetenschappelijke naam Pseudophryne nichollsi gebruikt. Het is de enige soort uit het geslacht Metacrinia. De soortaanduiding nichollsi is een eerbetoon aan Gilbert Ernest Nicholls.

## Verspreiding en habitat
De kikker is endemisch in Australië, alleen in het uiterste zuidwesten van het westen van het land. Het verspreidingsgebied beslaat ongeveer 48800 vierkante kilometer. De habitat bestaat uit de strooisellaag van Eucalyptus- bossen.

## Voortplanting
De voortplanting vindt plaats aan het eind van de zomer; er is echter niet veel bekend over de ontwikkeling; vermeld wordt dat er ongeveer 25-30 eitjes worden afgezet; de ontwikkeling vindt waarschijnlijk plaats op het land, zonder vrijzwemmend kikkervisjes-stadium.